# Jean-Marc Ruel
Pour les articles homonymes, voir Ruel.
Jean-Marc Ruel, né le 2 novembre 1961, est un homme politique français. Il est sénateur de Saint-Pierre-et-Miquelon de décembre 2024 à juillet 2025.

## Biographie
Retraité, Jean-Marc Ruel est élu adjoint au maire de Saint-Pierre chargé des grands travaux, de l'eau, de l'assainissement et de la voirie en 2020, sur la liste du mouvement Cap sur l'avenir (CSA) conduite par Yannick Cambray.
Élu sénateur de Saint-Pierre-et-Miquelon en 2024 à la faveur d'une élection partielle, en remplacement d'Annick Girardin (déclarée inéligible par le Conseil constitutionnel jusqu'en septembre 2025), Jean-Marc Ruel s'est engagé à démissionner de son mandat un an plus tard afin de favoriser le retour au Sénat de cette dernière en représentation de l'archipel.
Comme prévu, il démissionne de son mandat le 10 juillet 2025.

## Pour approfondir